# Jean-Baptiste Dalesme
Jean-Baptiste Dalesme (Llemotges, 20 de juny de 1763 - París, 13 d'abril de 1832) fou un militar francès.
Es distingí en les campanyes d'Alemanya i d'Itàlia, fou greument ferit a Castelnuovo, i sent general de brigada fou encarregat de dirigir el reclutament a moltes províncies. El 1802 fou elegit diputat, el 1810 se li concedí el títol de baró, i el 1814 ascendí a tinent general, nomenant-se'l governador de l'illa durant l'estada de Napoleó a Elba, i o fou durant els Cent dies, illa que entregà als anglesos després de la batalla de Waterloo. Quan morí era governador del Cos d'invàlids.